# ワールドラグビーU20チャンピオンシップ2026
ワールドラグビーU20チャンピオンシップ2026（2026 World Rugby U20 Championship）は、20歳以下の選手を対象としたラグビーユニオン最高峰となる第16回国際大会である。ジョージアのトビリシとクタイシで2026年に開催される。

## 概要
前年大会から4チーム増えて16チームが参加する。16チームが参加するのは2009年大会以来。ジョージアでの開催は、2017年大会に続き2回目となる。
前年大会での最下位（12位）は、降格せず、当大会に出場する。
新たに加わる4チームは、下位大会の4位まで。

## 出場チーム
- 前々年（2024年）大会で最下位になったフィジーは、降格したものの、翌2025年の下位大会「ワールドラグビーU20トロフィー」が開催されなかった。
- 2024年の下位大会で1位になったスコットランドは昇格し、2025年大会に出場。
- 2024年の下位大会で2位・3位・4位になったアメリカ合衆国、日本、ウルグアイは、フィジーと共に 当大会に出場する[1][3]。

2025年7月20日現在。
| チーム           | 出場回数 | 前回出場年 | 前年順位               | 過去最高順位                              |
| ---------------- | -------- | ---------- | ---------------------- | ----------------------------------------- |
| 南アフリカ共和国 | 15       | 2025       | 優勝                   | 優勝 (2012, 2025)                         |
| ニュージーランド | 15       | 2025       | 2位                    | 優勝 (2008, 2009, 2010, 2011, 2015, 2017) |
| アルゼンチン     | 15       | 2025       | 3位                    | 3位 (2016, 2025)                          |
| フランス         | 15       | 2025       | 4位                    | 優勝 (2018, 2019, 2023)                   |
| オーストラリア   | 15       | 2025       | 5位                    | 2位 (2010, 2019)                          |
| イングランド     | 15       | 2025       | 6位                    | 優勝 (2013, 2014, 2016, 2024)             |
| イタリア         | 13       | 2025       | 7位                    | 7位 (2025)                                |
| ウェールズ       | 15       | 2025       | 8位                    | 2位 (2013)                                |
| ジョージア       | 7        | 2025       | 9位                    | 8位 (2023)                                |
| スコットランド   | 13       | 2025       | 10位                   | 5位 (2017)                                |
| アイルランド     | 15       | 2025       | 11位                   | 2位 (2016, 2023)                          |
| スペイン         | 2        | 2025       | 12位                   | 11位 (2024)                               |
| フィジー         | 10       | 2024       | 2024年大会12位（降格） | 6位 (2011)                                |
| アメリカ合衆国   | 2        | 2013       | 下位大会2024年2位      | 12位 (2013)                               |
| 日本             | 6        | 2023       | 下位大会2024年3位      | 10位 (2015)                               |
| ウルグアイ       | 1        | 2009       | 下位大会2024年4位      | 16位 (2009)                               |